# Međunarodni fond za poljoprivredni razvoj
Međunarodni fond za poljoprivredni razvoj, IFAD (en. International Fund for Agricultural Development) je specijalizirana agencije Ujedinjenih naroda, osnovana kao međunarodna financijska institucija 1977. godine, kao jedan od glavnih posljedica Svjetska konferencija o hrani 1974. godine. IFAD je posvećena iskorenjivanju siromaštva ruralnih krajeva u zemljama u razvoju. Sedamdeset i pet posto ljudi u svijetu s primanjima manjim od 1 dolara dnevno živi u ruralnim područjima u zemljama u razvoju, ali samo 4% od službene razvojne pomoći odlazi na poljoprivredu.
Strateška politika IFAD-a je određena Strateškim okvirom za IFAD za period 2007. – 2010.: Pomaganje siromašnih u ruralnim krajevima u cilju prevazilaženja siromaštva. Sjedište organizacije je u Rimu.

## Ciljevi
IFAD će osigurati da siromašni ljudi u ruralnim krajevima imaju bolji pristup, kao i vještine i organizacija koje su im potrebne kako bi iskoristili prednosti:
- Prirodnih bogatstava, posebno sigurnog pristupa zemljištu i vodi, i boljeg upravljanja prirodnim resursima i prakse očuvanja sredine
- Poboljšane poljoprivredne tehnologije i efikasnijih usluga proizvodnje
- Širokog spektra financijskih usluga
- Transparentnog i konkurentnog tržišta za poljoprivredna sredstva i proizvode
- Mogućnosti za ruralno zapošljavanje van farmi i razvoja preduzeća
- Lokalne i nacionalne politike i procesa planiranja

Sve odluke IFAD-a imaju ove principe i ciljeve na umu. Kao što se vidi u strateškom okviru, IFAD-a se zalaže za postizanje Milenijumskih ciljeva razvoja, naročito cilja prepolovljavanja postotka gladnih i ekstremno siromašnih ljudi do 2015.
U osnovi tih ciljeva je IFAD-ovo uverenje da je potrebno da siromašni u ruralnim sredinama budu osnaženi da vode vlastiti razvoj, ako se želi iskorenjivanje siromaštva. Siromašni ljudi moraju biti u stanju razviti i ojačati vlastite organizacije, kako bi mogli unaprijediti svoje vlastite interese i prevazići prepreke koje ih sprečavaju od cilja stvaranja boljeg života za sebe. Oni moraju biti u stanju imati pravo glasa u odlukama i politici koja utječe na njihove živote, i oni moraju ojačati svoju pregovaračku moć na tržištu.

## Članstvo
██ A lista (članice OECD-a)
██ B lista (članice OPEK-a)
██ C lista (zemlje u razvoju) - ratifikovali članstvo
██ C1 podlista (zemlje u Africi), C2 podlista (zemlje u Europi, Aziji i na Pacifiku) i C3 podlista (zemlje u Latinskoj Americi i Karibima) - nisu ratificirali članstvo
Članstvo u IFAD-a je otvoreno za svaku državu koja je članica UN-a ili njenih specijaliZIRanih agencija ili Međunarodne agencije za atomsku energiju. Upravni savjet IFAD-a, sa 166 zemalja članica, je najviši organ za donošenje odluka, i svaku predstavlja guverner i pomoćnik guvernera. SavJet se sastaje jednom godišnje. Izvršni odbor, zadužen za nadgledanje opĆih operacija IFAD-a i odobravanje kredita i donacija, sastoji se od 18 članova i 18 pomoćnih članova. PredsJednik, koji služi na četiri godine (jednom obnovljiv mandat), je IFAD-ov glavni izvršni direktor i predsednik Izvršnog odbora. Trenutni, i peti po redu, predsJednik je Kanajo F. Nvanze, koji je izabran za prvi mandat od četiri godine u 2009.
Članovi IFAD-a su 163 zemlje članice UN-a, uz Kukovi Otoci i Niue, i one se klasificiraju na slledeći način: Lista A (prije svega zemalje članice OECD-a), Lista B (prvenstveno članice OPEK-a) i Lista C (zemlje u razvoju). Lista C je dalje podijeljena u podliste C1 (zemlje u Africi), podlistu C2 (zemlje u Europi, Aziji i Pacifiku), i podlistu C3 (zemlje u Latinskoj Americi i na Karibima).
Potpisnici ili države kasnije odobrene za članstvo, koji još nisu završile svoje ratifikacijske procedure su: Bahami (odobrena od 2008), Maršalovi Otoci (odobrena od 2009.) i Jemen (potpisnik od 1977.).
Druge zemlje koje nisu članice su: Andora, Australija, Bahrein, Bjelorusija, Bugarska, Češka, Estonija, Mađarska, Letonija, Lihtenštajn, Litva, Mikronezija, Monako, Crna Gora, Nauru, Palau, Poljska, Rusija, San Marino, Srbija, Singapur, Slovačka, Slovenija, Turkmenistan, Tuvalu, Ukrajina, Uzbekistan, Vanuatu, Vatikan i države s ograničenim priznanjem.

## Status ruralnog siromaštva
Usprkos poboljšanjima tijekom posljednjih 10 godina koja su izvukla više od 350 milijuna ljudi iz ekstremnog ruralnih siromaštva, globalno siromaštvo i dalje ostaje veliki i pretežno ruralni fenomen. IFAD je nedavno objavio izveštaj o ruralnom siromaštvu u 2011. godini gdje se kaže da je, tokom proteklog desetljeća, ukupna stopa ekstremnog siromaštva u ruralnim područjima zemalja u razvoju opala s 48%na 34%, na čelu s dramatičnim poboljšanjima u istočnoj Aziji. Ali, izvještaj takođe ukazuje na istrajnost siromaštva u ruralnim područjima subsaharske Afrike i Južne Azije.

## Vanjske poveznice
- Međunarodni fond za poljoprivredni razvoj